# Amédée Guillemin
Pour les articles homonymes, voir Guillemin.
Amédée Guillemin, né Victor Amédée Guillemin, le 5 juillet 1826 à Pierre-de-Bresse où il est mort le 2 janvier 1893, est un écrivain scientifique français.

## Biographie
Il commence ses études au collège de Beaune et les termine à Paris, où il enseigne pendant quelque temps les mathématiques comme professeur libre, tout en écrivant dans les feuilles libérales opposées à l'Empire. En 1860, il se fixe à Chambéry, où il est secrétaire de la rédaction du journal politique La Savoie. Il revient à Paris après l'annexion et y tient alors la chronique scientifique de l'Avenir national.
Il commence alors à publier ses ouvrages scientifiques de physique et d'astronomie, qui connaissent le succès. Son livre Le Ciel, magnifiquement édité, est traduit en plusieurs langues. Son œuvre capitale reste Le Monde Physique en cinq volumes de grand format. Il publie aussi toute une série de petits livres d'astronomie et de physique, rassemblée sous le nom de Petite encyclopédie populaire, collection solide, agréable et savante des sciences et de leurs applications, parue chez Hachette. Il collabore à un très grand nombre de journaux et revues littéraires, scientifiques et politiques, notamment à La Nature, à La République française et à la Revue philosophique et religieuse. Il rédige la partie astronomie de la seconde édition du Dictionnaire universel d'histoire naturelle de Charles d'Orbigny.
Il s'occupa aussi de politique et resta toujours fidèle à ses convictions libérales.
Il fut maire d'Orsay de 1878 à 1880 où il logeait quand il n'était pas à Paris.

## Publications
- Causeries astronomiques. Les mondes, voyage pittoresque dans l'univers visible, 1861
- Simple explication des chemins de fer. Construction, matériel, exploitation, 1862
- Le Ciel, notions d'astronomie, à l'usage des gens du monde et de la jeunesse, 1864, texte en ligne sur Gallica ; rééditions 3e (1866), 4e (1870), 5e (1877) [1]…
- La Lune, 1866 Texte en ligne
- Les chemins de fer, Paris, Hachette, coll. « La Bibliothèque des merveilles », 1867 Texte en ligne
- Éléments de cosmographie, 1867
- Les Phénomènes de la physique, 1868 Texte en ligne
- Le Soleil, 1869
- La vapeur, Paris, Hachette, coll. « La Bibliothèque des merveilles », 1873 Texte en ligne
- Les Applications de la physique aux sciences, à l'industrie et aux arts, 1874 Texte en ligne sur Scientifica Texte en ligne disponible sur LillOnum
- Les Comètes, 1875
- Petite encyclopédie populaire, 1878-1891

- Le Son, notions d'acoustique physique et musicale, 1882 Texte en ligne
- Les chemins de fer : I, La voie et les ouvrages d'art, Paris, Hachette, coll. « La Bibliothèque des merveilles », 1884
- Les chemins de fer : II, la locomotive, le matériel roulant, l'exploitation, Paris, Hachette, coll. « La Bibliothèque des merveilles », 1884
- Le Monde physique, 5 vol., 1881-1885 Texte en ligne 1 5

- Les Nébuleuses, notions d'astronomie sidérale, 1889 Texte en ligne
- Le Magnétisme et l'électricité. Phénomènes magnétiques et électriques, 1890 Texte en ligne
- La Neige, la glace et les glaciers, 1891 Texte en ligne
- Esquisses astronomiques. Autres mondes, 1892
- La Terre et le Ciel, Paris, L. Hachette et Cie, 1897 Texte en ligne Texte en ligne sur LillOnum

## Sources
- Notice nécrologique, La Nature, no 1024, 14 janvier 1893.
- Angelo De Gubernatis, Dictionnaire international des écrivains du jour, Florence, L. Niccolai, 1891.